# سجاد زارعیان
سجاد زارعیان (زادهٔ ‎۳۱ شهریور ۱۳۷۶) اسکواش‌باز اهل ایران است. وی در بازی‌های آسیایی ۲۰۱۸ شرکت کرده‌است.